# Sligo megye
Sligo megye (írül: Contae Shligigh) megye Connacht tartományban, Írország északnyugati részében.

## Földrajz
Területe 1836 km² (mintegy négyötöde a legkisebb magyar vármegye, Komárom-Esztergom területének). Lakossága 60 863 (2006).
Nevét a 17 900 lakosú megyeszékhelyről, Sligóról kapta, amelyet pedig a rajta keresztülhaladó, eredetileg Sligeach néven ismert folyóról (ma Garavogue) neveztek el (Sligeach jelentése "kagylókban bővelkedő").

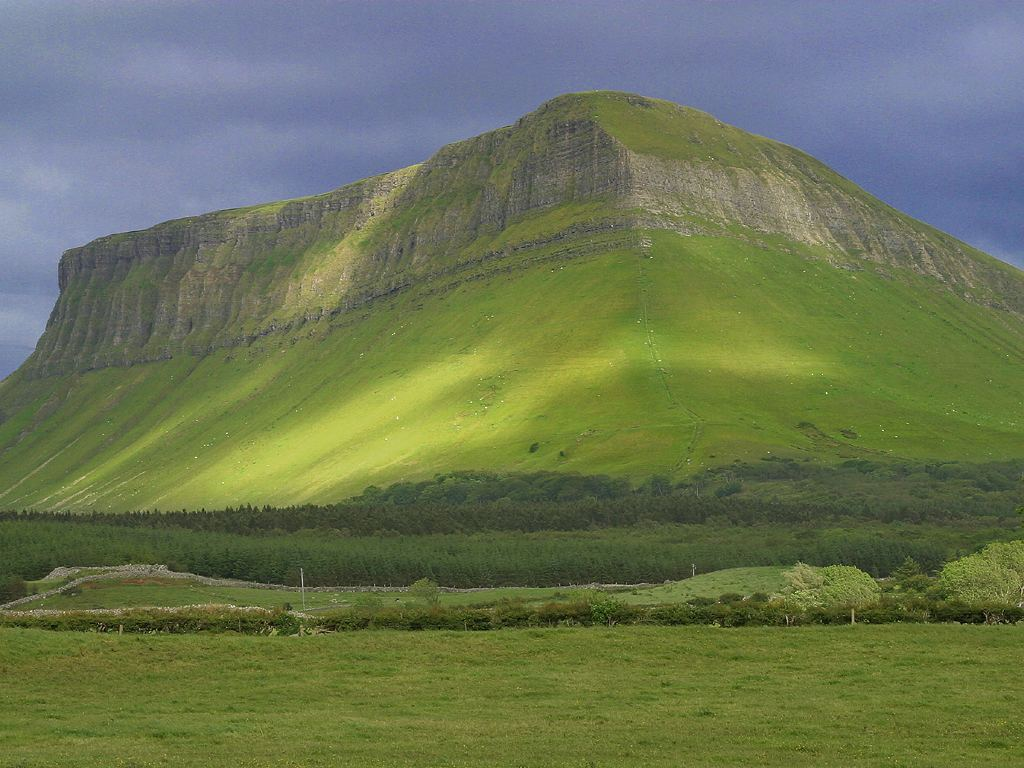
Benbulben

A megye tájai változatosak, a hosszú homokos partokban bővelkedő atlanti-óceáni parttól a belső területeken elhelyezkedő Dartry-hegység (Sligo várostól északra) és Ox-hegység (Sligótól délre) látványos hegyeiig és Lough Gill csendes erdőiig.
A Dartryban van a híres, Yeats által is megénekelt Benbulben, az ír mondai hős Diarmuid és szerelme Grainne lakhelye.
A Sligói-öbölben található Coney-szigetről (coinín írül "nyulakat" jelent) adta a New York-ban lévő Coney-szigetnek a nevét a sligói Peter O'Connor, az Arethusa szkúner kapitánya.

## Történelem

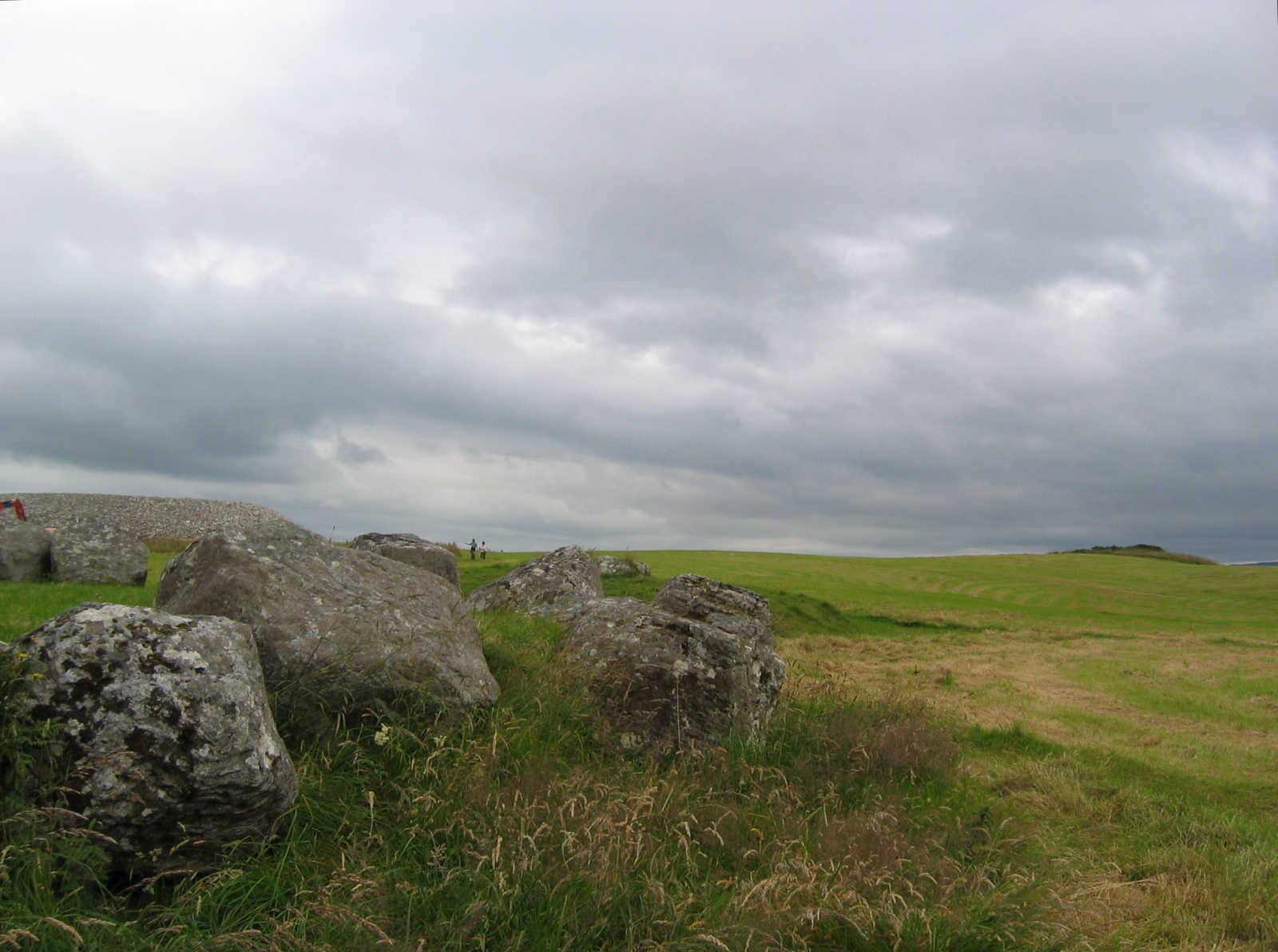
Knockaree, Sligo

A megye gazdag történelem előtti maradványokban, ilyen a Knocknaree csúcsán (Sligótól öt kilométerre nyugatra) található kőhalom (cairn), amelyet a connachti Maeve királynő nyughelyének tartanak, vagy Carrowmore és Carrowkeel látványos újkőkorszaki temetői.
Drumcliffe-nél fennmaradt egy körtorony, a Szent Kolumba által 575-ben itt alapított kolostor egyedüli maradványa.
A normann hódítás előtt a megye területe a MacDermot család ellenőrzése alatt állt, ezután a normann De Burgo család lett a birtokos a 12. századtól a 14. századig. Utánuk az északi O'Donnell család védnöksége alatt álló O'Connorok ellenőrzése alá került és róluk "O'Connor Sligónak" nevezték.
A 19. század közepén Sligóban is óriási pusztítást okozott az ír burgonyaéhínség. A megye lakossága ma is kevesebb, mint egyharmada az éhínség előttinek. 1847 és 1851 közt több, mint harmincezer ember vándorolt ki Sligo város kikötőjén keresztül. A Garavogue partján emlékművet állítottak nekik.

## Gazdaság
A megye gazdaságának gerincét ma is a marhatenyésztés adja. Fontos jövedelmi forrás a turizmus.

## Települések
- Achonry, Aclare

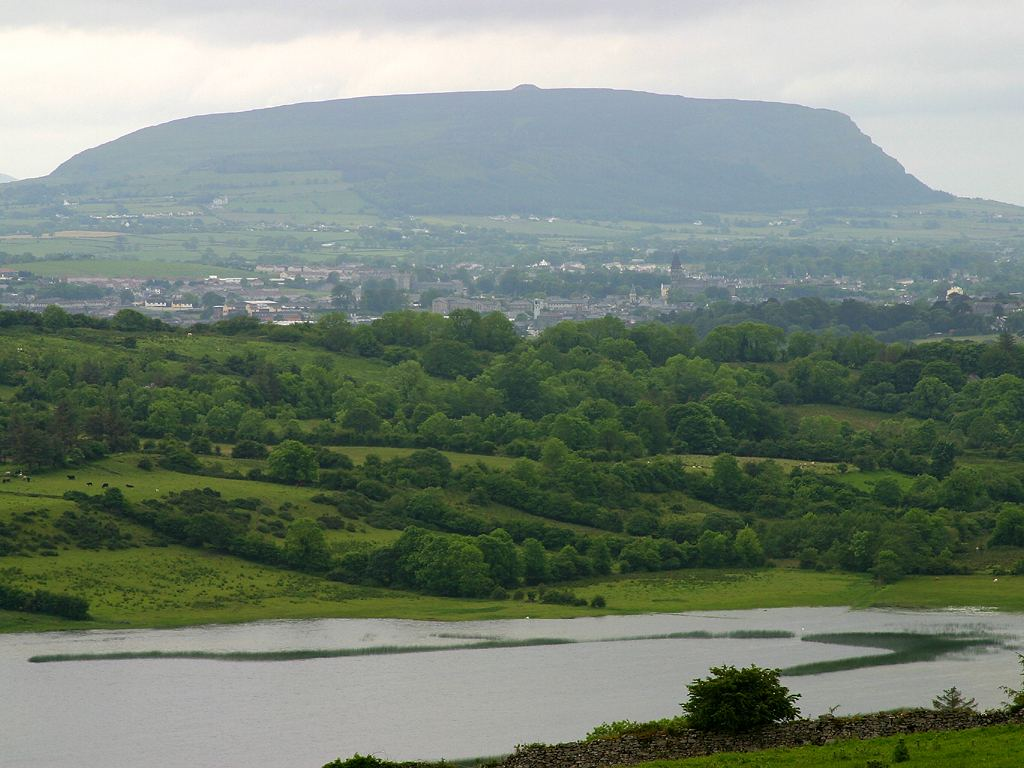
Sligo távolról

- Ballinafad, Ballymote, Ballysadare, Beltra, Banada
- Carney, Carrickbanagher, Castlebaldwin, Cliffony, Cloonacool, Collooney, Coolaney,
- Dromore West, Drumcliffe
- Easkey
- Geevagh
- Gurteen, Grange
- Inishcrone
- Kilglass, Knocknahur
- Monasteraden, Mullaghmore
- Rathbraughan, Riverstown, Rosses Point
- Skreen, Sligo, Strandhill
- Tourlestrane, Tubbercurry

## Személyek
A leggyakoribb sligói családnevek 1858-ban a csökkenő gyakoriság sorrendjében: Brennan, Walsh, Gallagher, Kelly, Healy, Hart, McGowan, O'Hara, Scanlan, Henry.
Egyéb Sligóval gyakran összekapcsolt nevek: O'Dowd, Waters, Hargadon, Killoran, Finan, Breheny, McSharry.
Sligo északi részében töltötte gyermekkora jórészét a Nobel-díjas költő, William Butler Yeats (1865 – 1939), akinek sok versét ihlették a megye tájai, különösen Innisfree szigete a Gill-tavon (Lough Gill). „Az életemet leginkább, igazán befolyásoló hely Sligo volt,” – írta Yeats. A költő az észak-sligói Drumcliffe faluban nyugszik.